# 竊影迷蹤
《從未在此》（英語：Never Here）是一部美國驚悚電影，由卡米拉·瑟曼執導和編劇。主演是米瑞·伊諾斯。本片於2017年6月18日在洛杉磯電影節首映，並由Vertical Entertainment發行。本片是演員森·舒柏最後一部演出的電影。

## 演員
- 米瑞·伊諾斯（英语：Mireille Enos） 飾 Miranda Fall
- 森·舒柏 飾 Paul Stark
- 果倫·維奇（英语：Goran Višnjić） 飾 S
- 文森·皮亞薩 飾 Andy Williams
- 妮娜·阿里安達 飾 Margeret Lockwood

## 外部連結
- 互联网电影数据库（IMDb）上《竊影迷蹤》的资料（英文）